# Chuông chùa Yonbok
Chuông chùa Yonbok là một quả chuông lịch sử được lưu giữ trên đình lâu của cổng Namdaemun nằm ở Kaesong, Cộng hòa Dân chủ Nhân dân Triều Tiên. Nó được xếp hạng là Quốc bảo Triều Tiên số 136 và là một trong ba quả chuông nổi tiếng nhất ở BắcTriều Tiên cùng với chuông ở chùa Sangwon và Pongdok.

## Mô tả
Chuông được đúc vào năm 1346 có chiều cao 3,3 mét, dày 23 cm, đường kính miệng 1,9 mét và nặng khoảng 14 tấn. Chuông được đắp hình rùa, cua, rồng, phượng, hươu và tượng trưng cho Đức Phật. Hai con rồng trên đỉnh chuông tượng trưng cho chí khí bất khuất. Quả chuông được chuyển đến cổng Namdaemun vào năm 1563 khi chùa Yonbok bị cháy. Trên mặt chuông có một dòng chữ được viết bằng sáu thứ tiếng, bao gồm tiếng Trung, tiếng Phạn, tiếng Mông Cổ và tiếng Tây Tạng là bức thư cầu hòa giữa Cao Ly và nhà Nguyên.